# رناتو چستیه
رناتو سیستی (ایتالیایی: Renato Cestiè؛ زاده ۱۱ ژانویهٔ ۱۹۶۳) بازیگر ایتالیایی است.
از فیلم‌های معروف او می‌توان به بازی در بازگشت سپیددندان، زندگی لئوناردو داوینچی، یونیفرم‌های قرمز، آره که میشه رفیق، اسبان سپید تابستان، سن‌میکله یک خروس داشت، یک داستان عاشقانه و بوم‌شناسی جنایت اشاره کرد.